# Антонювка (гміна Кшчонув)
Антонювка (пол. Antoniówka) — село в Польщі, у гміні Кшчонув Люблінського повіту Люблінського воєводства.
Населення — 51 особа (2011).
У 1975-1998 роках село належало до Люблінського воєводства.

## Демографія
Демографічна структура станом на 31 березня 2011 року:
|          | Загалом | Допрацездатний вік | Працездатний вік | Постпрацездатний вік |
| -------- | ------- | ------------------ | ---------------- | -------------------- |
| Чоловіки | 25      | 3                  | 15               | 7                    |
| Жінки    | 26      | 3                  | 9                | 14                   |
| Разом    | 51      | 6                  | 24               | 21                   |